# Alba Baptista
Alba Baptista (Lisboa, 10 de juliol de 1997) és una actriu portuguesa. La seva carrera va començar a Portugal amb la telenovel·la Jardins Proibidos (2014-2015) abans de protagonitzar diverses altres sèries com ara A Impostora, Filha da Lei, A Criação o Jogo Duplo.
D'ençà del 2020, és la protagonista principal de la sèrie de Netflix Warrior Nun, que a més d'atribuir-li el seu primer rol en llengua anglesa la feu conèixer internacionalment.
Com molts altres actors de la sèrie, Alba té grans competències lingüístiques i domina 5 llengües. Així a més de parlar portuguès i anglès, sap perfectament alemany.

## Biografia
Alba Baptista va néixer el 1997 a Lisboa, d'una mare portuguesa i d'un pare brasiler. Amb els seus dos germans va créixer en un ambient relativament germanitzat ja que sa mare havia viscut molt de temps a Alemanya i que feu els estudis a l'escola alemanya de la capital portuguesa.
Començà la seva carrera cinematogràfica el 2014, quan només tenia 16 anys, amb el curtmetratge Miami, de Simão Cayatte, en el qual interpretava el personatge de Raquel. Aquell mateix any, debutà alhora a la televisió, i formà part del repartiment de la telenovel·la Jardins Proibidos, de TVI, interpretant-hi Inês Correia.
Uns quants anys després, el 2016, aparegué a una altra telenovel·la del mateix canal de televisió, A Impostora, fent-hi el paper de Beatriz Varela.
Més endavant, el 2017, va participar en la sèrie de RTP1 Filha da Lei, interpretant-hi Sara Garcia, una protagonista bisexual. El mateix any, va figurar a dues noves sèries de RTP1, Madre Paula e Sim, Chef!, i s'integrà a la sèrie A Criação, com a Ratinha.
D'ençà del 2020, Alba Baptista és Ava Silva, el personatge principal de la sèrie Warrior Nun, la qual cosa feu d'ella la primera protagonista portuguesa d'una producció de la plataforma Netflix.

## Filmografia

### Pel·lícules
| Any  | Títol                | Personatge               | Notes        |
| ---- | -------------------- | ------------------------ | ------------ |
| 2012 | Amanhã é um Novo Dia |                          | Curtmetratge |
| 2014 | Miami                | Raquel                   | Curtmetratge |
| 2018 | Flutuar              |                          | Curtmetratge |
| 2018 | Leviano              | Carolina Paixão          |              |
| 2018 | Equinócio            |                          | Curtmetratge |
| 2018 | Linhas de Sangue     | Elsa Schneider           |              |
| 2018 | Caminhos Magnétykos  | Catarina                 |              |
| 2018 | Summerfest           | Laura                    | Curtmetratge |
| 2018 | Nero                 | Clara                    | Curtmetratge |
| 2019 | Imagens Proibidas    | Catarina                 |              |
| 2019 | Patrick              | Marta                    |              |
| 2020 | Fatima               | La filla de la Sra López |              |

### Sèries de televisió
| Any       | Títol             | Rol            | Notes         |
| --------- | ----------------- | -------------- | ------------- |
| 2014-2015 | Jardins Proibidos | Inês Correia   | Rol principal |
| 2016-2017 | A Impostora       | Beatriz Varela | Rol principal |
| 2017      | Filha da Lei      | Sara           | Rol principal |
| 2017      | Madre Paula       | Ana            | Rol recurrent |
| 2017      | A Criação         | Ratinha        | Rol principal |
| 2017      | Sim, Chef!        | Sónia          | 1 episodi     |
| 2018      | País Irmão        | Mulher Divinal | 1 episodi     |
| 2017-2018 | Jogo Duplo        | Leonor Neves   | Rol principal |
| 2020      | Warrior Nun       | Ava Silva      | Rol principal |